# Journal of the Cactus and Succulent Society of America
Journal of the Cactus and Succulent Society of America (abreviado J. Cact. Succ. Soc. Amer.) fue una revista con descripciones botánicas especializada en plantas suculentas, que fue editada por Cactus and Succulent Society of America. Se editaron dos volúmenes desde 1929 hasta 1931 y fue reemplazada por Cactus and Succulent Journal.